# Michaił Klimin
Michaił Fiodarawicz Klimin, błr. Міхаіл Фёдаравіч Клімін, ros. Михаил Фёдорович Климин – Michaił Fiodorowicz Klimin (ur. 1 kwietnia 1982 w Mińsku) – białoruski hokeista. Trener hokejowy.

## Kariera zawodnicza
- Junost' Mińsk (1998-1999)
- HK Mińsk (2000-2001)
- Chimwołokno Mohylew (2001)
- Junost’ Mińsk (2001-2002)
- Chimwołokno Mohylew (2002-2003)
- HK Brześć (2003)
- HK Witebsk (2003)
- Chimik-SKA Nowopołock (2003-2004)
- Unia Oświęcim (2004-2005)
- HK Kieramin Mińsk (2005)
- Chimik-SKA Nowopołock (2005-2007)
- HK Homel (2007-2010)
- HK Nioman Grodno (2010-2011)
- Chimik-SKA Nowopołock (2011-2013)
- HK Witebsk (2013)
- HK Brześć (2013-2014)
- Abu Dhabi Storms (2017-2019)

W karierze grał w klubach ekstraligi białoruskiej oraz epizodycznie w polskim zespole z Oświęcimia od 2004 do 2005. Do stycznia 2014 występował w Brześciu.
Występował w kadrach juniorskich Białorusi: na turniejach mistrzostw świata juniorów do lat 18 edycji 1999 (Grupa B), 2000 (Elita) oraz mistrzostw świata juniorów do lat 20 edycji 2001, 2002.
W trakcie kariery w Polsce zyskał pseudonim Misza.
Po wznowieniu kariery zawodniczej w sezonach 2017/2018 i 2018/2019 grał w Zjednoczonych Emiratów Arabskich w klubie Abu Dhabi Storms (z Abu Zabi).

## Kariera trenerska
- HK Mohylew (2015-2017), główny trener
- Reprezentacja Zjednoczonych Emiratów Arabskich (2018/2019), asystent trenera

Od 2015 był głównym trenerem HK Mohylew. Trenerem w Mohylewie był do końca grudnia 2016.
W kwietniu 2019 był asystentem w sztabie reprezentacji Zjednoczonych Emiratów Arabskich w wygranym turnieju kwalifikacyjnym do MŚ III Dywizji edycji 2020 (prócz niego także jego rodacy: Arciom Siańkiewicz jako główny trener i Siarhiej Zadzielonau jako asystent oraz Witalij Sauko jako zawodnik).

## Sukcesy
Zawodnicze reprezentacyjne
- Awans do MŚ do lat 18 Grupy A: 1999

Zawodnicze klubowe
- Srebrny medal mistrzostw Białorusi: 2001 z HK Mińsk
- Brązowy medal mistrzostw Białorusi: 2003 z Chimwołokno Mohylew, 2010 z HK Homel
- Srebrny medal mistrzostw Polski: 2005 z Unią Oświęcim
- Puchar Białorusi: 2007 z HK Homel
- Srebrny medal mistrzostw Białorusi: 2009 z HK Homel, 2011 z Niomanem Grodno
- Złoty medal Emirates Ice Hockey League: 2019 z Abu Dhabi Storms